# Vukanja
Vukanja (em cirílico: Вукања) é uma vila da Sérvia localizada no município de Aleksinac, pertencente ao distrito de Nišava, na região de Ponišavlje. A sua população era de 596 habitantes segundo o censo de 2011.

## Demografia
| 1948 | 1953 | 1961 | 1971 | 1981 | 1991 | 2002 | 2011 |
| ---- | ---- | ---- | ---- | ---- | ---- | ---- | ---- |
| 1131 | 1172 | 1143 | 1071 | 1038 | 883  | 705  | 596  |